# بابا كرم (بابارشاني)
بابا کرم (بالفارسية: باباکرم) هي قرية تقع في إيران في قسم بابارشاني الريفي. يقدر عدد سكانها بـ 27 نسمة بحسب إحصاء 2016.